# Gruta de Sejano
La Gruta de Sejano es un monumental túnel subterráneo ubicado en Nápoles, Italia, que comunicaba la zona de Coroglio con la Bahía de Trentaremi.

## Historia
Su nombre se debe a Lucio Elio Sejano, Prefecto del pretorio bajo el emperador Tiberio, quien, según una tradición, en el siglo I, le encargó la mejora de las comunicaciones de la zona de Nápoles, incluso la ampliación y consolidación de una galería preexistente: de hecho, la primera excavación de este túnel se realizó unos cincuenta años atrás por el arquitecto Lucio Coceyo Aucto bajo las órdenes de Marco Vipsanio Agripa, para conectar la villa de Publio Vedio Polión y las otras villas patricias con los puertos de Puteoli y Cumas.
A finales de la Antigüedad dejó de utilizarse y se cegó, hasta que fue descubierta fortuitamente al realizar las obras de trazado de un nuevo camino en 1841, siendo excavada y reabierta por voluntad del rey Fernando II de Borbón, convirtiéndose en un lugar de visita obligada para los turistas. Durante la Segunda Guerra Mundial sirvió de refugio antiaéreo para los habitantes del barrio napolitano de Bagnoli; este uso y algunos daños hicieron que en la década de 1950 presentase un estado de abandono. Hace pocos años fue restaurada y actualmente es visitable, formando parte del Parque Arqueológico de Posillipo.

## Descripción
Excavado en la toba volcánica, su dirección general es este-oeste y mide unos 770 m., con un trazado recto y una sección variable; en su muro meridional existen tres pequeñas cámaras, que se abren sobre la bahía, permitiendo la ventilación y la iluminación de la galería. La galería está revestida con opus reticulatum y presenta arcos de medio punto de refuerzo de su estructura.

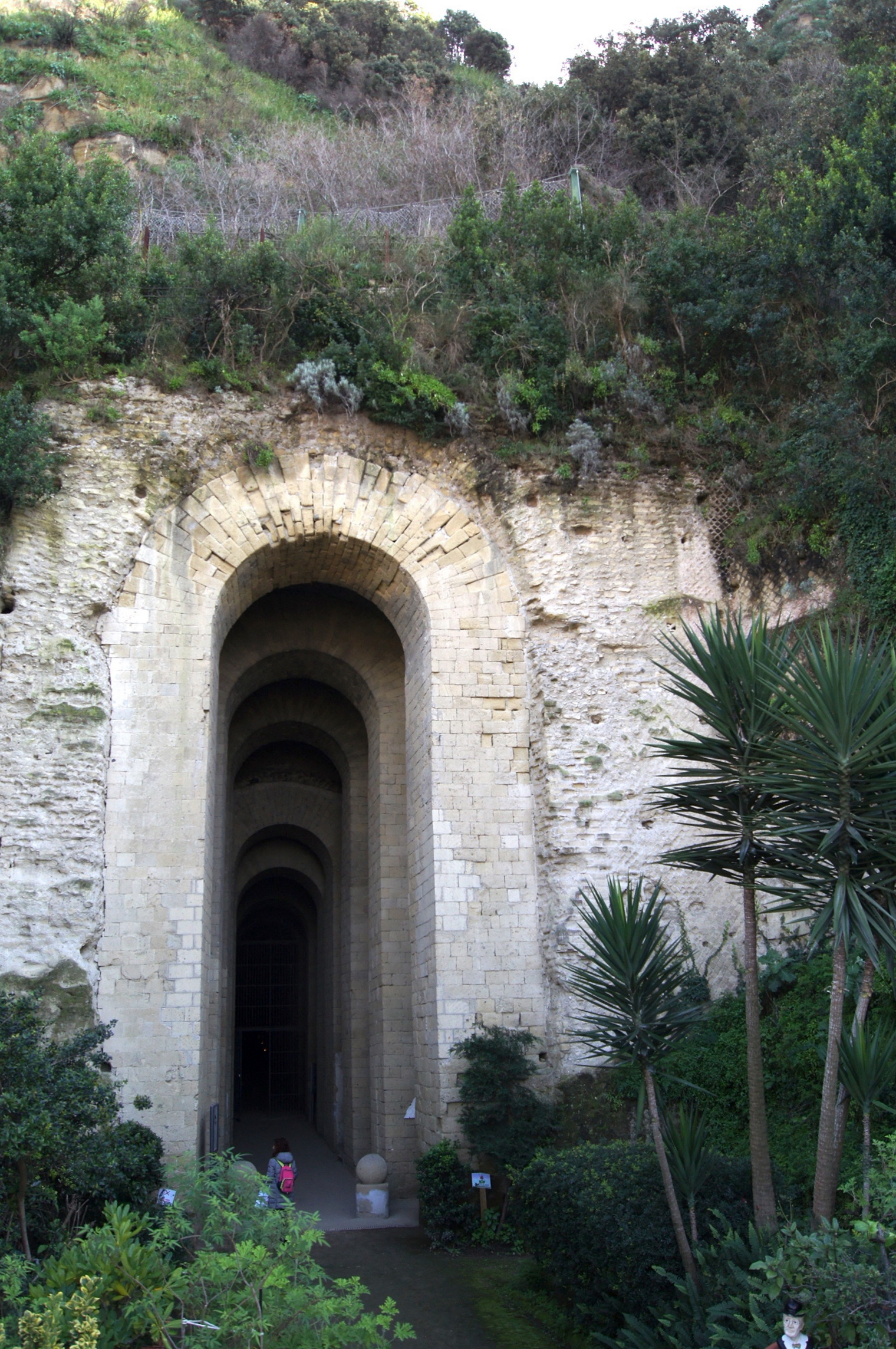
Entrada de Coroglio
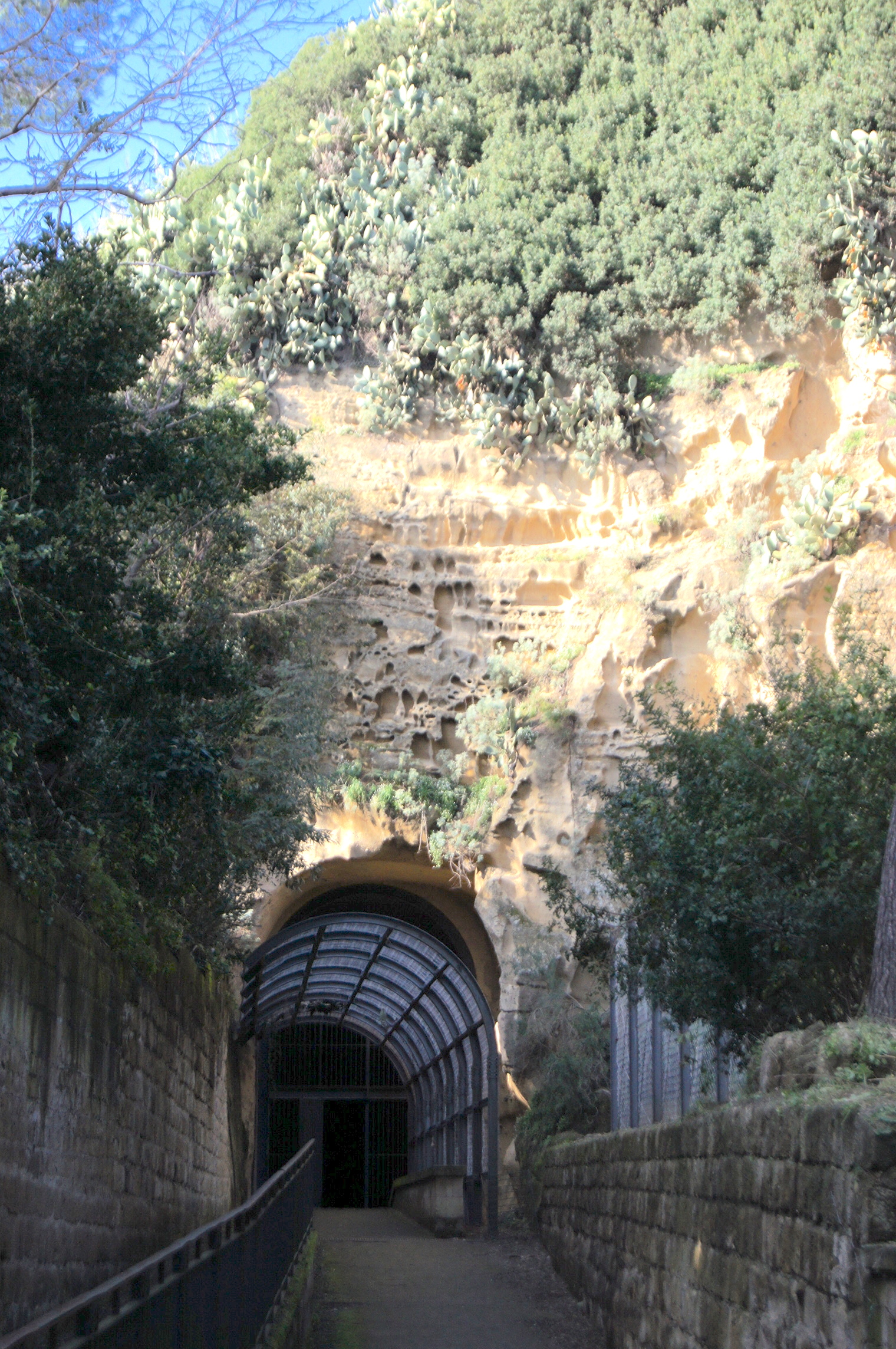
Entrada de Gaiola
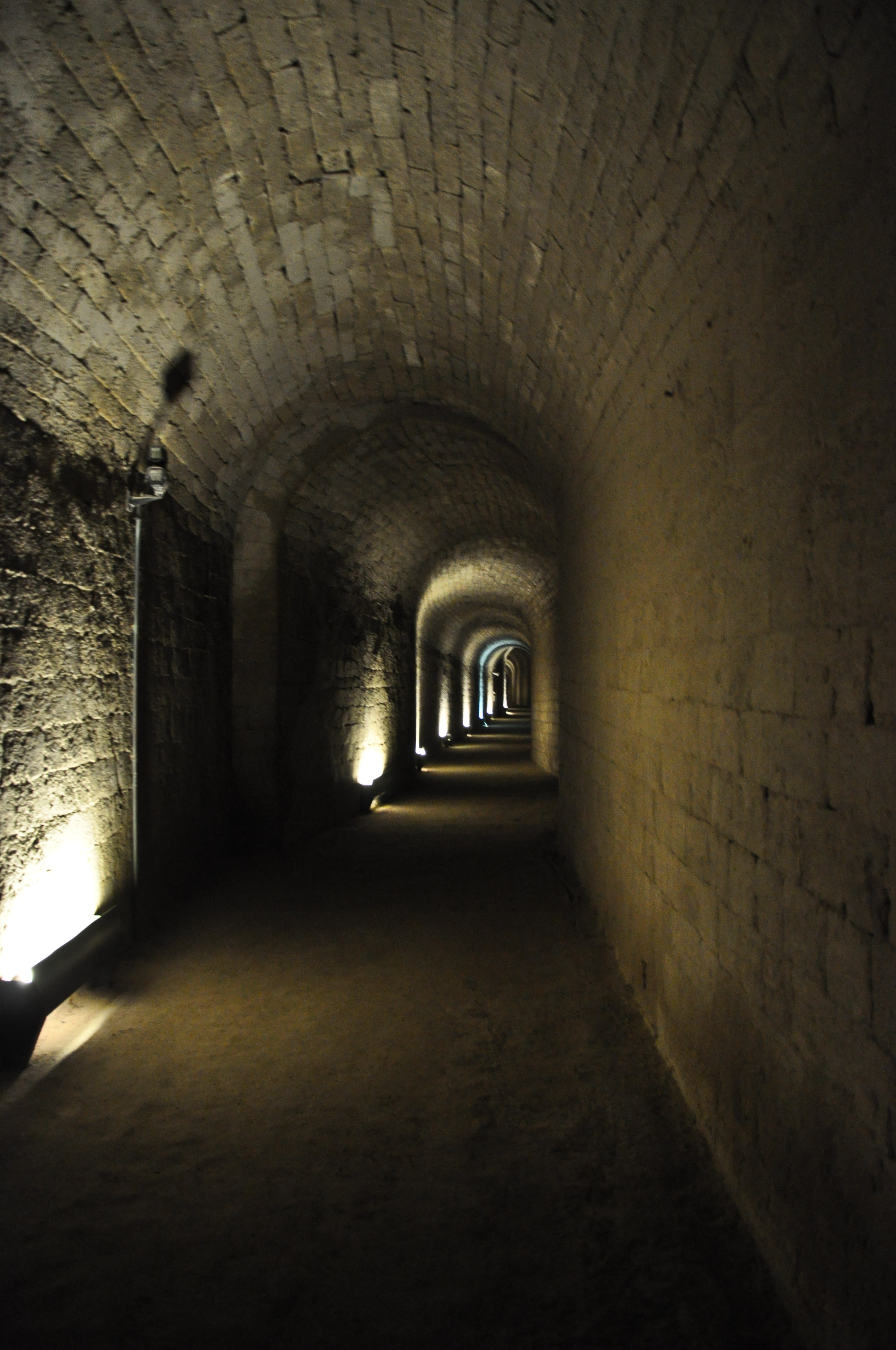
Interior